# IC 601
IC 601 ist eine Balken-Spiralgalaxie mit ausgedehnten Sternentstehungsgebieten vom Hubble-Typ SBdm im Sternbild Löwe an der Ekliptik. Sie ist schätzungsweise 158 Millionen Lichtjahre von der Milchstraße entfernt und hat einen Durchmesser von etwa 30.000 Lichtjahren. Gemeinsam mit IC 602 bildet sie ein gebundenes Galaxienpaar.

Im selben Himmelsareal befindet sich u. a. die Galaxie NGC 3186.
Das Objekt wurde am 10. April 1893 vom französischen Astronomen Stéphane Javelle entdeckt.